# Gymnopleurus humeralis
Gymnopleurus humeralis là một loài bọ cánh cứng trong họ Bọ hung (Scarabaeidae).